# Ignacija Fridl Jarc
Ignacija Fridl Jarc, slovenska filozofinja, komparativistka, kritičarka in političarka, * 2. april 1968, Slovenj Gradec.
Bila je državna sekretarka na Ministrstvu za kulturo Republike Slovenije v 14. vladi Republike Slovenije. Trenutno dela na Slovenski matici in je dekanja Fakultete za slovenske in mednarodne študije Nove univerze. 

## Življenjepis
Prva leta je odraščala na Ojstrici nad Dravogradom, kjer sta takrat poučevala njena starša, oba učitelja. Osnovno šolo Prežihov Voranc je končala v Mariboru, kjer je obiskovala tudi današnjo Prvo gimnazijo (v času usmerjenega izobraževanja preimenovano v Srednjo družboslovno in jezikovno šolo). Diplomirala je iz primerjalne književnosti in filozofije, leta 2006 pa doktorirala iz filozofskih znanosti na temo Platonov nauk o resnici z vidika lepega in umetnosti. Delovala je predvsem na področju literarne zgodovine in antične filozofije ter kot publicistka in literarna ter gledališka kritičarka. Leta 2000 je prejela Stritarjevo nagrado za mlado gledališko kritičarko. Pred imenovanjem na mesto državne sekretarke na kulturnem ministrstvu je dve leti delovala kot tajnica-urednica Slovenske matice in vodja strokovne službe. Bila je članica številnih strokovnih žirij. Njena znanstvena bibliografija med drugim obsega članke o Platonovi filozofiji in monografijo Jezik v filozofiji starih Grkov (2001). Kot prevajalka iz starogrščine je sodelovala pri slovenski izdaji Fragmentov predsokratikov.
Živi v Ljubljani.